# トゥーンバ
トゥーンバ（英語: Toowoomba）は、オーストラリアのクイーンズランド州にある都市。人口は約14万人で内陸部にある都市としてはクイーンズランド州で最大、オーストラリアでも首都キャンベラに次いで2番目に大きい。
市内には150以上の公園があり、毎年9月にフラワーカーニバルが開催される。「トゥウンバ」や「トゥーウーンバ」と表記される場合もある。別名「ガーデン・シティ」。

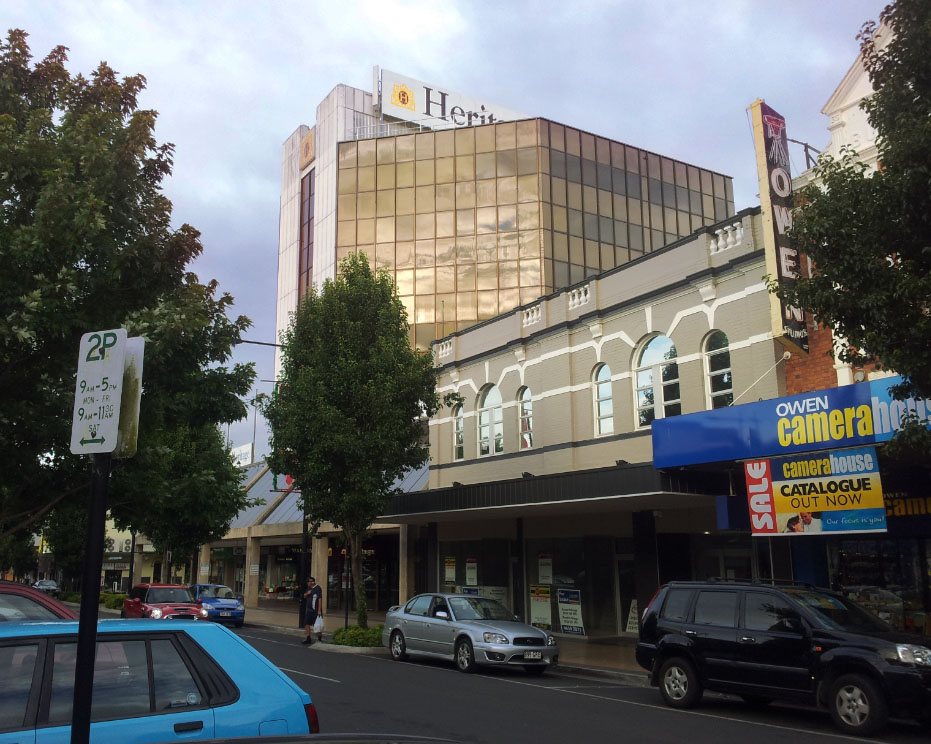
トゥーンバの街並み

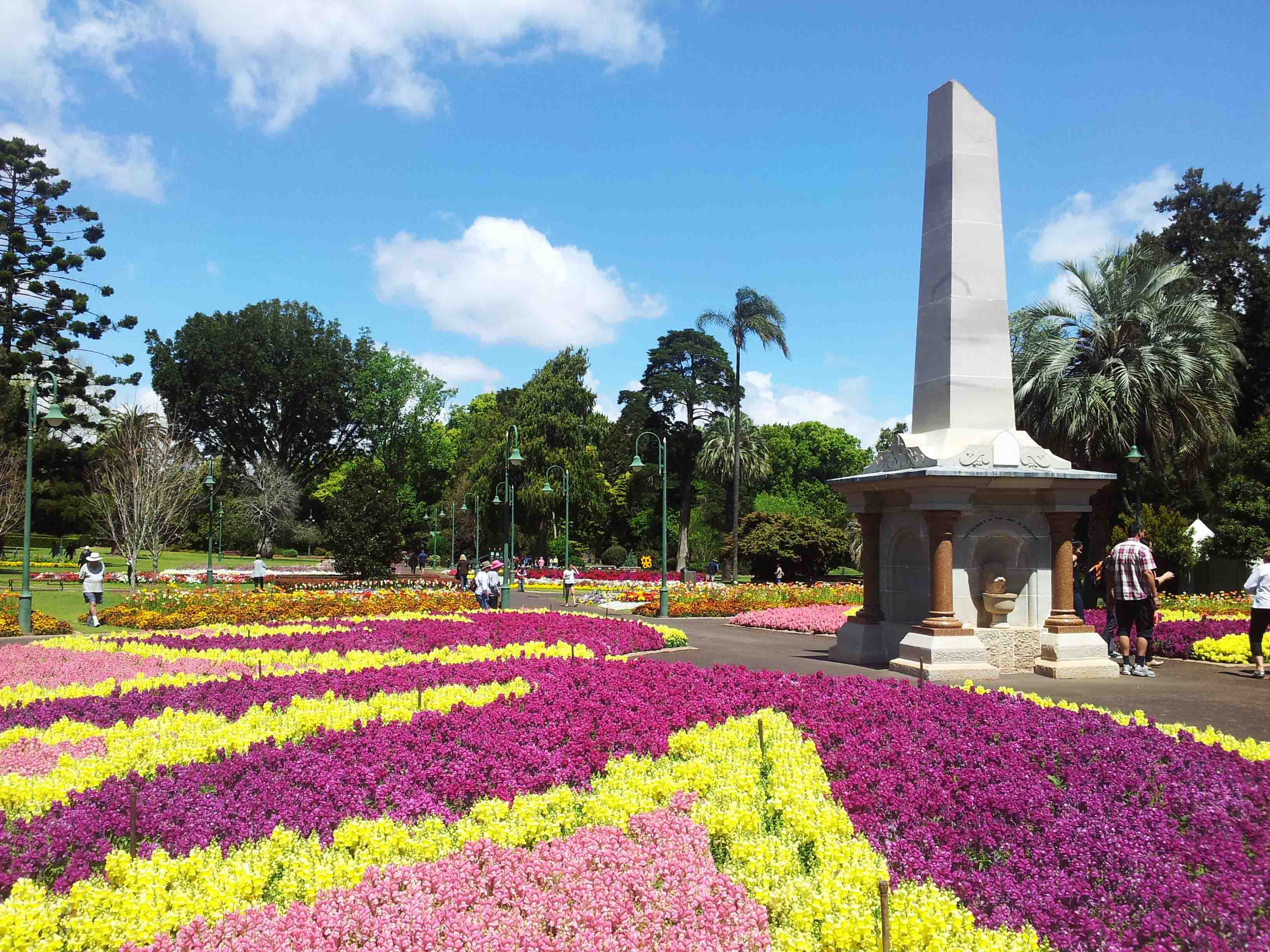
フラワーカーニバル

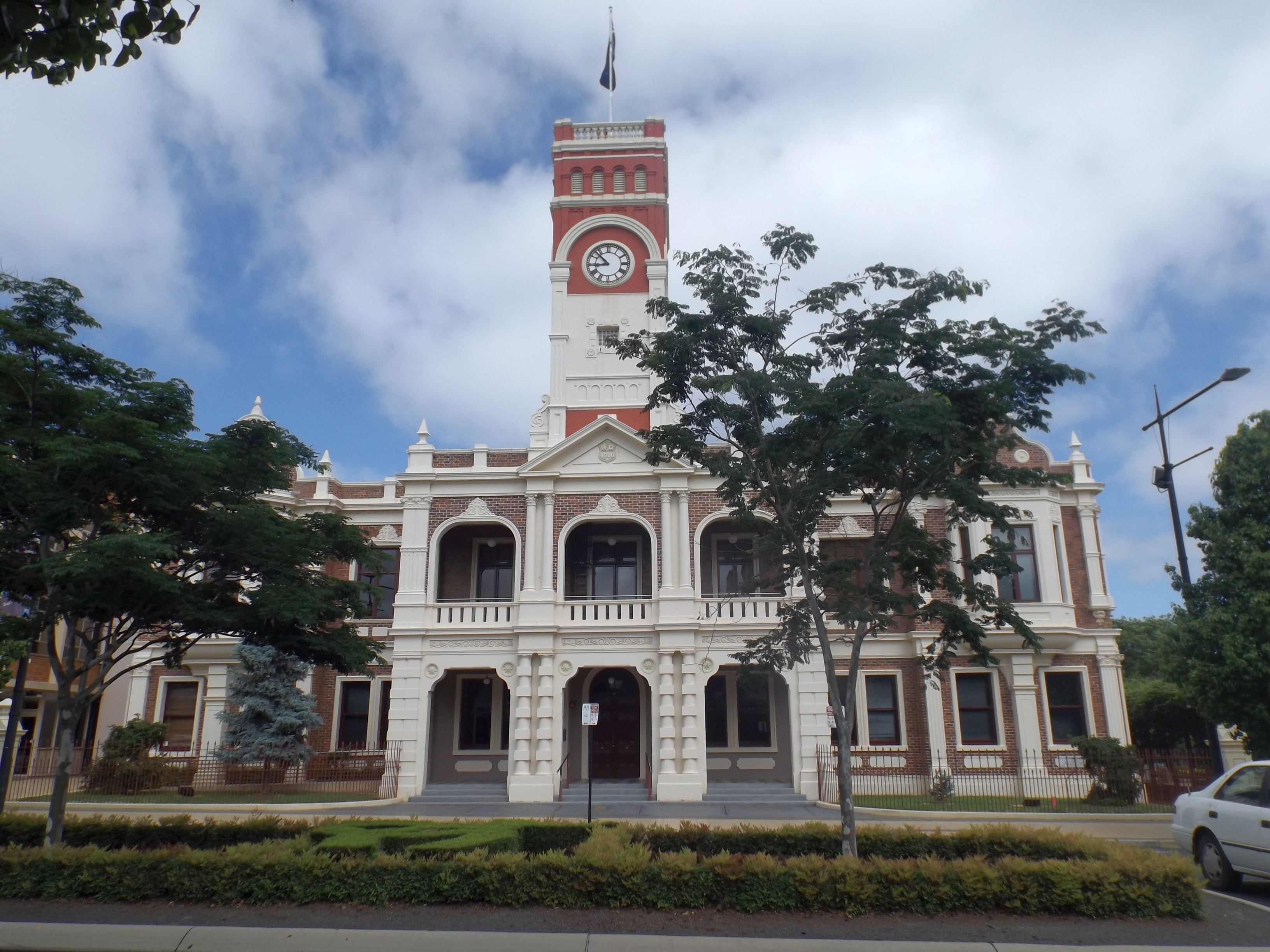
市役所庁舎

## 歴史
1814年にイギリスの植物学者で探検家のアラン・カニンガムが調査に入った所から始まる。それから白人による入植が始まる。1904年10月29日に市として正式に発足した。

## 建築物
トゥーンバ・シティ・ホールや、1911年に建設された帝国劇場、日本庭園も知られている。馬車会社コブ・アンド・コウの本拠地でもある。

## 地理
ブリスベンから西へ125km、グレートディバイディング山脈の内陸側の標高約700mに位置する。

## 行政
トゥーンバ市長参照。

## 気候
気候の平均*:
- 1月の最高気温 — 27.6°C
- 1月の最低気温 — 16.7°C
- 7月の最高気温 — 16.34°C
- 7月の最低気温 — 5.3°C
- 年間降雨量 — 944.0mm
- 最も雨の多い月 — 1月 132.1mm
- 最も雨の少ない月 — 8月 39.5mm

## 出身者
- ジェフリー・ラッシュ  俳優
- グリニス・ヌン  1984年ロサンゼルスオリンピック七種競技金メダリスト
- ティム・カディヒィ  2004年のアテネオリンピックアーチェリー銅メダリスト
- ウィル・パワー インディカー・シリーズのレーサー

## 姉妹都市
- ワンガヌイ  ニュージーランド
- 高槻市  日本
- 坡州市  大韓民国